# Te espero aquí
Te espero aquí es el primer álbum de estudio de la cantante española María Villalón. Este trabajo, que se publica 6 de noviembre de 2007, entra en el puesto número 39 de los cien discos más vendidos en España. Siete de las doce canciones que conforman el disco son inéditas, entre ellas el primer sencillo del álbum «Agüita de abril», compuesta por Raúl Bioque. En la mayoría de los cortes predominan los sonidos flamencos como en «Te espero aquí», canción que da nombre al propio álbum, o «Canción de cuna». En «Más allá del silencio», María sorprende al incluir ciertos toques celtas. La cantante española no sólo pondrá voz a las canciones, en algunas de ellas también toca el violoncello, como es el caso de «Una canción de despedida». Entre las cinco versiones que incluye Te espero aquí, encontramos canciones de Dulce Pontes («Fado-mãe»), Carlos Cano («María la portuguesa») o Agustín Lara («Piensa en mí»). También se atreve con «'Eungenio' Salvador Dalí», una de las canciones más famosas del grupo madrileño Mecano.

## Lista de canciones
| N.º | Título                     | Duración |  |
| 1.  | «Agüita de abril»          | 3:54     |  |
| 2.  | «Te espero aquí»           | 4:14     |  |
| 3.  | «Fado-mãe»                 | 3:32     |  |
| 4.  | «Canción de cuna»          | 4:19     |  |
| 5.  | «El día que me quieras»    | 3:55     |  |
| 6.  | «Amores que matan»         | 4:08     |  |
| 7.  | «María la portuguesa»      | 4:23     |  |
| 8.  | «Más allá del silencio»    | 3:39     |  |
| 9.  | «Piensa en mí»             | 4:18     |  |
| 10. | «Porque quiero»            | 3:54     |  |
| 11. | «'Eungenio' Salvador Dalí» | 5:20     |  |
| 12. | «Una canción de despedida» | 3:30     |  |

## Posiciones y certificaciones

### Semanales
| País   | Ranking         | Primera semana | Posición de ingreso | Mejor posición | Semanas en la mejor posición | Semanas en el ranking | Última semana |
| ------ | --------------- | -------------- | ------------------- | -------------- | ---------------------------- | --------------------- | ------------- |
| Europa |                 |                |                     |                |                              |                       |               |
| España | Top 100 álbumes | -              | 39                  | 39             | 1                            | -                     | -             |

### Copias y certificaciones
| País   | Proveedor  | Año | Certificación | Copias certificadas (según IFPI) |
| Europa |            |     |               |                                  |
| España | Promusicae | -   | -             | -                                |